# Ignești

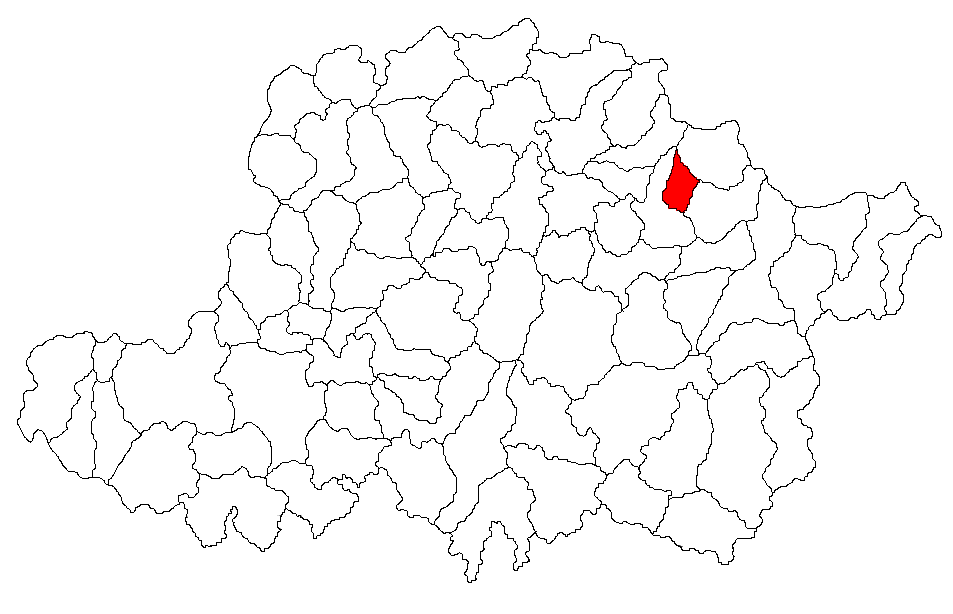
Lage der Gemeinde Ignești im Kreis Arad

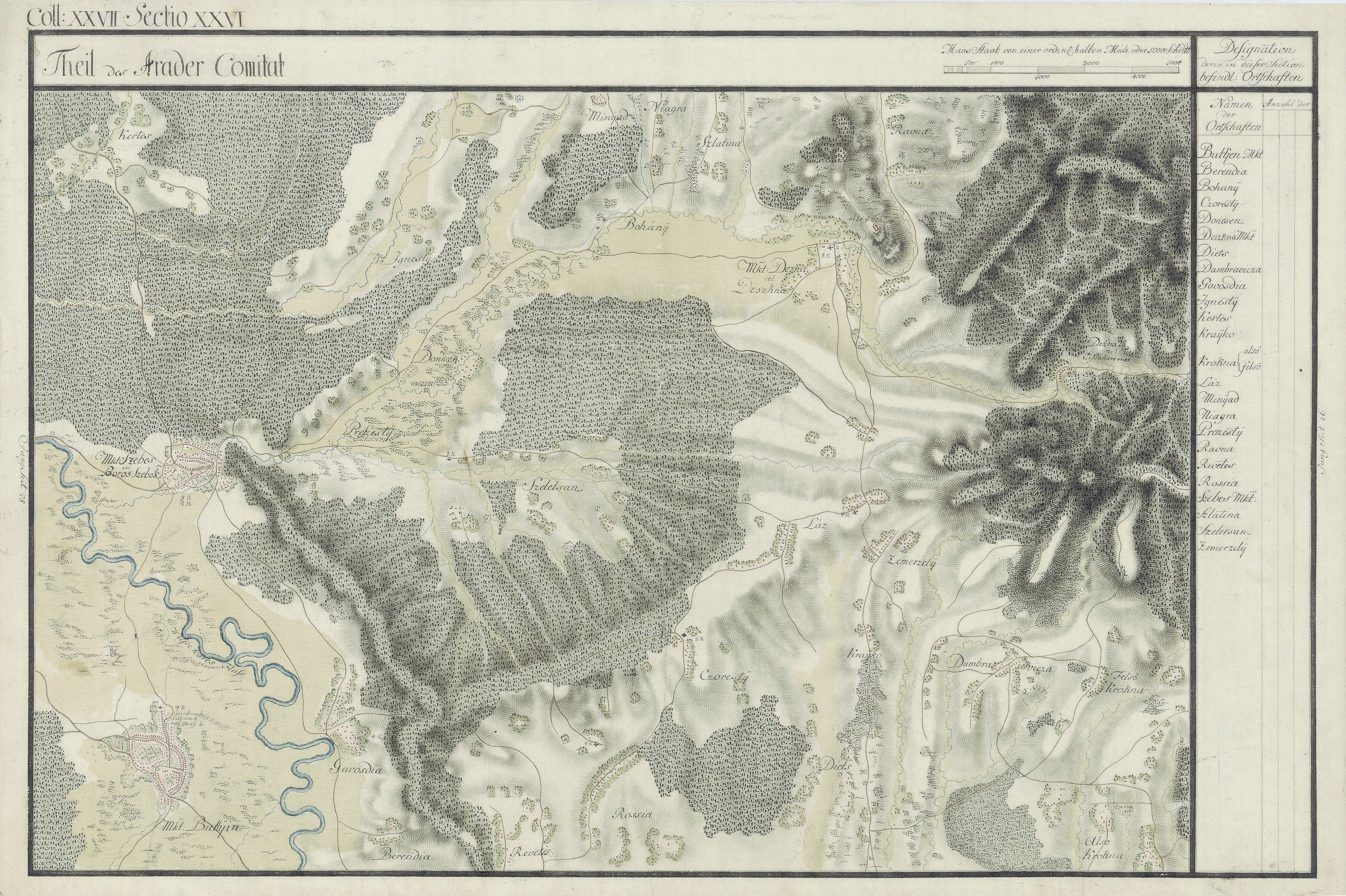
Ignești (Ignestÿ) auf der Josephinischen Landaufnahme von 1782–1785.

Ignești (deutsch Ignest oder Ignesty, ungarisch Ignafalva) ist eine Gemeinde im Kreis Arad, im historischen Kreischgebiet im Westen Rumäniens. Zu der Gemeinde Ignești gehören auch die Dörfer Minead, Nădălbești und Susani.

## Geografische Lage
Ignești liegt am Fuße des Codru-Moma-Gebirges, in 89 km Entfernung von der Kreishauptstadt Arad und sieben km von Sebiș.

## Nachbarorte
| Prunișor  | Susani                                      | Minead |
| Voivodeni | Kompassrose, die auf Nachbargemeinden zeigt | Buhani |
| Sebiș     | Donceni                                     | Laz    |

## Geschichte
Die erste urkundliche Erwähnung von Agnafalva stammt aus dem Jahr 1553.
Im Laufe der Jahrhunderte traten verschiedene Schreibweisen des Ortsnamens in ErscheinunG: 1553, 1561 Agnafalva, 1622 Ignest, 1746, 1828 Ignesty, 1839, 1851 Ignesty, 1858 Ignesd, 1863, 1877 Ignest, 1882 Ignest, Ignesd, Ignesci, 1893, 1900 Ignest, 1909 Ignești, Ignest, 1910, 1913 Ignafalva, 1921 Ignești, Ignafalva, 1932 Ignești.
Nach dem Frieden von Karlowitz (1699) kam Arad und das Maroscher Land unter österreichische Herrschaft, während das Banat südlich der Marosch bis zum Frieden von Passarowitz (1718) unter Türkenherrschaft verblieb. Auf der Josephinischen Landaufnahme ist Ignesty eingetragen.
Infolge des Österreichisch-Ungarischen Ausgleichs (1867) wurde das Arader Land, wie das gesamte Banat und Siebenbürgen, dem Königreich Ungarn innerhalb der Doppelmonarchie Österreich-Ungarn angegliedert. Die amtliche Ortsbezeichnung war Ignafalva.
Der Vertrag von Trianon am 4. Juni 1920 hatte die Grenzregulierung zur Folge, wodurch Ignești an das Königreich Rumänien fiel.

## Bevölkerungsentwicklung
| 1880 | 1097 | 1089 | - | 6 | 2  |
| 1910 | 1583 | 1552 | 5 | 3 | 23 |
| 1930 | 1526 | 1512 | 7 | - | 7  |
| 1977 | 977  | 962  | 2 | 1 | 12 |
| 1992 | 858  | 851  | 3 | - | 4  |
| 2002 | 822  | 817  | 5 | - | -  |
| 2021 | 601  | 558  | 2 | 2 | 39 |